# Лысенко, Семён Львович
Семён Львович Лысенко — советский военно-морской деятель, инженерный работник, начальник факультета военного кораблестроения Военно-морской академии, инженер-капитан 1-го ранга (1940).

## Биография
Украинец, из семьи рабочих, член РКП(б) с 1917, в РККФ с ноября 1917. Участник Гражданской войны, участвовал в боях под Киевом и в составе Беломорской военной флотилии. В 1940 начальник факультета военного кораблестроения Военно-морской академии. В годы Великой Отечественной войны с августа 1943 начальник приёмки импортных грузов при командующем Балтийского флота. Принимал союзные транспорты, обеспечивал сохранность грузов и занимался отправкой по назначению в Действующую армию и флот. Под его непосредственным руководством было разгружено около 13 000 тонн грузов и отправлено более 600 вагонов по разнарядкам народного комиссариата военно-морского флота.

### Звания
- Инженер-флагман 3-го ранга (8 апреля 1939)[2][3]
- Инженер-капитан 1-го ранга (8 июня 1940)[4]

### Награды
- Орден Красного Знамени(за выслугу лет)[5]
- Орден Красной Звезды(Приказом по БВФ №: 15 от: 12.05.1944 года  инженер-капитан 1 ранга Лысенко награжден орденом Красной Звезды за разгрузку около 13 000 тонн грузов и отправку более 600 вагонов по разнарядкам народного комиссариата военно-морского флота)[6]
- Юбилейная медаль «XX лет Рабоче-Крестьянской Красной Армии»
- Медаль «За победу над Германией в Великой Отечественной войне 1941—1945 гг.»[7]
- Медаль "За оборону Советского Заполярья"(1946)[8]